# Petriwka (rejon krasnohwardijski)
Petriwka (ukr. Петрівка, ros. Петровка, Pietrowka) – wieś na Ukrainie, w Autonomicznej Republice Krymu (de iure stanowiącej integralną część państwa ukraińskiego, w 2014 anektowanej przez Rosję i odtąd funkcjonującej jako Republika Krymu), w rejonie krasnohwardijskim. W 2001 liczyła 6732 mieszkańców, wśród których 694 wskazało jako ojczysty język ukraiński, 5695 rosyjski, 285 krymskotatarski, 12 białoruski, 18 ormiański, 1 jidysz, 4 inny, a 23 osoby się nie zadeklarowały. Według spisu ludności przeprowadzonego przez okupacyjne władze rosyjskie populacja wsi w 2014 wynosiła 6714 osób, a w 2021 - 6389 osób.